# Caresanablot
Caresanablot es una localidad y municipio italiano de la provincia de Vercelli, región de Piamonte, con 1073 habitantes.

## Evolución demográfica
| Gráfica de evolución demográfica de Caresanablot entre 1861 y 2001 |
|                                                                    |
| Fuente ISTAT - elaboración gráfica de Wikipedia                    |